# Spedizione Narváez
La spedizione di Narváez fu un tentativo spagnolo di instaurare Pánfilo de Narváez quale adelantado (governatore) della Florida spagnola negli anni 1527-1528.
Inizialmente il gruppo era costituito da circa 600 uomini. Durante il viaggio verso la Florida la spedizione fece tappa ad Hispaniola ed a Cuba, dove patì un uragano ed altre tempeste. Dopo essere sbarcati nei pressi di Tampa Bay furono soggetti ad attacchi degli indiani, a carenza di cibo ed alle malattie. Solo cinque persone sopravvissero al viaggio.
I sopravvissuti erano Álvar Núñez Cabeza de Vaca, famoso per aver scritto della spedizione segnata dall'epidemia nel suo La Relación, pubblicato nel 1542 ed in seguito rinominato in Naufragios; lo schiavo moro Estevanico, Alonso del Castillo Maldonado ed Andrés Dorantes. Anche Juan Ortiz riuscì a sopravvivere ma separandosi dagli altri, e riunendosi agli europei solo dopo circa dodici anni.

## Spagna
L'11 dicembre 1526 Carlo V concesse a Pánfilo de Narváez il diritto di reclamare quello che oggi è la costa del golfo degli Stati Uniti. Il contratto gli concedeva un anno per reclutare un esercito abbastanza grande da fondare due città di almeno 100 persone e due fortezze con guarnigioni lungo la costa.
Narváez era in gran parte responsabile del finanziamento della sua spedizione. Si garantì le finanze promettendo ai finanziatori lussi e ricchezze pari a quelle trovate da Hernán Cortés. Richiese anche il pagamento di molti crediti in sospeso, e pagò il rimanente di tasca propria. Álvar Núñez Cabeza de Vaca fu nominato tesoriere e rappresentava occhi ed orecchie del re. Era responsabile di assicurarsi che il re ricevesse il 5% di ogni ricchezza conquistata durante la spedizione, oltre ad essere il secondo in comando. Tra gli altri membri della spedizione c'erano Alonso de Solís come ispettore reale delle miniere, Alonso Enríquez come controllore, un principe azteco di nome Don Pedro, ed un contingente di missionari francescani guidati da padre Juan Suárez.
Il 17 giugno 1527 la spedizione partì da Sanlúcar de Barrameda alla foce del Guadalquivir. L'equipaggio era composto da 450 soldati, ufficiali e schiavi. Circa altri 150 erano marinai, mogli (gli uomini sposati non potevano viaggiare da soli verso le Indie) e servi.
La prima tappa del viaggio fu presso le isole Canarie, 1270 km nell'oceano Atlantico ed una settimana circa di viaggio. Qui si fermarono per imbarcare acqua, vino, legna da ardere, carne e frutta.

## Hispaniola e Cuba
Giunsero a Santo Domingo nell'agosto del 1527. Durante la sosta le truppe iniziarono a disertare. Nonostante la diserzione fosse un problema per queste spedizioni, la cosa fu peggiorata dal recente ritorno di un simile viaggio condotto da Lucas Vasquez de Ayllon, in cui morirono 450 dei 600 partecipanti. Circa 100 uomini disertarono durante il primo mese passato a Santo Domingo. Il motivo principale della sosta era l'acquisto di due piccole navi per l'esplorazione della costa, e di più cavalli possibile. Nonostante si riuscisse a recuperare solo una barca, il viaggio ripartì comunque.
Arrivarono a Santiago nel tardo settembre. Dato che Cuba era la patria di Narváez e della sua famiglia, ebbe molti contatti per ottenere rifornimenti, cavalli e uomini. Dopo aver incontrato il ricco amico Vasco Porcallo, Narváez mandò parte della flotta a Trinidad per recuperare cavalli e rifornimenti dalle proprietà dell'amico.
Narváez incaricò Cabeza de Vaca ed un capitano di nome Pantoja di guidare le due navi mandate a Trinidad, mentre egli portava le altre quattro nel golfo di Guacanayabo. Attorno al 9 novembre le due navi giunsero a Trinidad. Poco dopo furono raggiunti da un uragano. La tempesta affondò entrambe le navi, uccidendo 60 degli uomini imbarcati, annegando un quinto dei cavalli e distruggendo tutte le provviste.
Capendo la necessità di radunarsi, Narváez inviò le restanti quattro navi a Cienfuegos guidate da Cabeza de Vaca. Narváez restò a terra per trovare ed acquistare navi sostitutive. Dopo circa quattro mesi, il 20 febbraio 1528, giunse a Cienfuegos con una delle due nuove navi ed alcuni uomini appena reclutati. L'altra nave la mandò a L'Avana, con l'intenzione di raggiungerla in seguito. Questa seconda nave conteneva circa 400 uomini e 80 cavalli. La sosta invernale causò un calo delle provviste, che dovettero essere rifornite a L'Avana prima di riprendere il viaggio per la Florida.
Uno dei nuovi uomini assunti da Narváez era un pilota di nome Miruelo, il quale affermava di conoscere dettagliatamente la costa del golfo. Per secoli si è discusso su chi fosse e quanto in effetti conoscesse la geografia locale. In ogni caso, dopo solo due giorni di navigazione da Cienfuegos a L'Avana, ogni nave della flotta si era arenata sulle secche Canarreos, poco al largo delle coste di Cuba. Rimasero bloccati da due a tre settimane, consumando lentamente le provviste a disposizione. Nella seconda settimana di marzo, una tempesta spinse al largo le navi, che così riuscirono a liberarsi.
Riuscirono a doppiare l'estremità occidentale di Cuba, facendo rotta su L'Avana. Erano talmente vicini al porto da poter vedere gli alberi delle altre navi quando il vento prese a soffiare. La flotta fu spinta al largo, senza riuscire ad entrare in porto. Narváez decise allora di non fare altri tentativi di attracco, scegliendo di riprendere subito il suo progetto di colonizzazione.
Il mese successivo fu passato nel tentativo di raggiungere la costa messicana, senza però riuscirci a causa della forte corrente del Golfo.

## Arrivo in Florida
Il 12 aprile 1528, avvistarono la terra a nord di quella che oggi è Tampa Bay. Virarono verso sud viaggiando per due giorni in cerca di un grande porto conosciuto dal pilota Miruelo. Durante questi due giorni fu persa una delle cinque rimanenti navi. Infine, dopo aver avvistato una stretta baia, Narváez ordinò di entrarvi. Attraversarono uno stretto passaggio della Boca Ciega Bay, a nord dell'entrata di Tampa Bay. Notarono edifici sulle cime delle colline, e li interpretarono come segno di civiltà (e ricchezza), cibo ed acqua. I nativi erano, in effetti, membri dei Tocobaga. Gli spagnoli calarono le ancore organizzando un gruppo di sbarco.
Uno dei primi a sbarcare fu il controllore, Alonso Enríquez. Si diresse verso il vicino villaggio trattando piccoli gingilli quali perline in vetro, campanelli in ottone e vestiti in cambio di pesce fresco e carne di cervo. Egli disse a Narváez che, nonostante avessero poche ricchezze, sembravano socievoli. Per motivi sconosciuti gli abitanti del villaggio lasciarono le loro case quella stessa notte. Molti membri della spedizione passarono il giorno seguente esplorando il villaggio. Le sole cose degne di nota che trovarono furono un piccolo disco in oro o sonagli sulle reti da pesca. Questo bastò a Narváez per ordinare al resto della compagnia di sbarcare e stabilire un campo.
Il giorno successivo gli ufficiali reali sbarcarono facendo la dichiarazione formale ed autenticando Narváez quale governatore di La Florida. Lesse quindi il Requerimiento, che spiegava a tutti i nativi in ascolto che la loro terra apparteneva ora a Carlo V per ordine del Papa. Espose anche agli indiani la possibilità di convertirsi al Cristianesimo. Se avessero accettato sarebbero stati accolti a braccia aperte, in caso contrario ci sarebbe stata una guerra. Le minacce fatte da un gruppo di nativi il giorno successivo furono ignorate.
Narváez ed altri ufficiali scoprirono Old Tampa Bay dopo qualche esplorazione. Tornarono al campo ordinando a Miruelo di pilotare un brigantino nella baia, dove si sarebbero ricongiunti. L'intenzione era quella di stabilire una base permanente nella baia, ma Narváez non seppe più nulla di Miruelo o del brigantino. Avendo trovato poco cibo e oro, vennero a sapere dai locali che tra gli Apalachee a nord c'era abbondanza di entrambi. Tornarono al campo base di Boca Ciega Bay progettando il viaggio verso nord.

## Narváez divide le forze di terra e di mare
Il 1º maggio 1528 Narváez decise di dividere l'esercito in forza di terra e forza di mare. Il piano era quello di far marciare 300 uomini nell'entroterra verso nord, mentre le navi, coi restanti 100 uomini, sarebbero salpate dalla costa per poi raggiungerli. Credeva che la foce di Tampa Bay fosse poco a nord (mentre era a sud). Cabeza de Vaca protestò per questo piano, ma fu zittito dal resto degli ufficiali. Narváez voleva Cabeza de Vaca alla guida del contingente di mare, ma egli rifiutò come una questione d'onore dato che Narváez aveva sottinteso il fatto che fosse un codardo.
Marciarono quasi senza cibo per due settimane prima di raggiungere un villaggio a nord del Withlacoochee. Schiavizzarono molte persone e si nutrirono del mais del villaggio per tre giorni. Due gruppi di esplorazione discesero il fiume su entrambi i lati alla ricerca di segni delle navi. Dopo il fallimento della ricerca, Narváez ordinò di proseguire a nord verso gli Apalachee.
Molti anni dopo Cabeza de Vaca scoprì cosa era successo alle navi. Dopo non aver trovato il gruppo di Narváez ad Old Tampa Bay, Miruello era andato a L'Avana per recuperare la quinta nave che era in attesa dei rifornimenti, per poi tornare a Tampa Bay. Le altre tre navi erano andate a nord per un po' senza trovare il gruppo di terra, e decidendo quindi di tornare a Tampa Bay. Dopo essersi riunita, la flotta partì alla ricerca dei compagni per circa un anno prima di tornare indietro e puntare verso il Messico. Juan Ortiz, membro del gruppo navale, fu catturato dai Tocobaga vivendo come schiavo per circa dodici anni prima di essere salvato dalla spedizione di Hernando de Soto.

## L'incontro coi Timucua
I Timucua conoscevano gli europei che stavano vicino al loro territorio. Decisero di incontrarli quando arrivarono il 17 giugno. Parlando a gesti, Narváez disse al loro capo, Dulchanchellin, di essere diretto verso gli Apalachee. Dulchanchellin era apparentemente eccitato all'idea, dato che gli Apalachee erano suoi nemici.
Dopo essersi scambiati alcuni doni, la spedizione seguì i Timucua nel loro territorio dopo aver attraversato il fiume Suwannee. Durante l'attraversamento del fiume un ufficiale di nome Juan Velázquez entrò a cavallo, annegando con lui. Fu il primo morto non dovuto a naufragio. Il suo cavallo fu mangiato quella stessa notte dall'esercito affamato.
Quando gli spagnoli giunsero al villaggio dei Timucua il capo gli fornì scorte di cibo. Quella notte uno degli uomini di Narváez fu attaccato nei pressi di un pozzo per motivi sconosciuti. La mattina dopo gli spagnoli scoprirono che gli indiani avevano evacuato il villaggio, così raccolsero tutto il cibo possibile e ripartirono verso gli Apalachee. Ben presto si ritrovarono inseguiti da alcuni nativi ostili. Narváez organizzò con successo una trappola per gli inseguitori, uccidendo o catturando molti di loro. In seguito non ebbero più contatti con questo gruppo.

## Gli Apalachee
Il 25 giugno 1528 entrarono in territorio Apalachee. Trovarono subito una piccola comunità di sole 40 case, pensando che si trattasse della loro capitale. In realtà si trattava di un piccolo villaggio periferico appartenente ad una cultura molto più estesa. Gli spagnoli attaccarono, prendendo molti ostaggi tra cui il cacique del villaggio, ed occupandolo. Nonostante il villaggio non fosse ricco come Narváez sperava, possedevano molto mais.
Poco dopo la conquista del villaggio gli Apalachee presero ad attaccare gli europei. Il primo attacco fu portato da 200 guerrieri con frecce incendiarie. I guerrieri si dispersero subito perdendo un solo uomo. Il giorno seguente giunsero altri 200 uomini armati con grandi archi, ed attaccarono il villaggio da entrambi i lati. Anche questo gruppo scomparve in fretta perdendo un solo uomo.
A questo punto gli Apalachee iniziarono ad usare una tattica di guerriglia. Questa scelta si adattava bene agli Apalachee dato che potevano ricaricare gli archi cinque o sei volte mentre gli spagnoli caricavano una balestra o un archibugio. Razziarono continuamente gli spagnoli per tre settimane grazie ai loro archi. In questo periodo Narváez inviò tre gruppi di esplorazione alla ricerca di città più grandi e ricche. Tutti tornarono senza buone notizie. Frustrato dalla mancanza di oro e dalla sua scarsa salute, Narváez ordinò di tornare a sud. I prigionieri Apalachee e Timucua gli parlarono del popolo di Aute, e dell'enorme quantità di cibo presente nel villaggio sul mare. Vi andarono, attraversando una grande palude.

## Gli Aute
Durante i primi due giorni fuori dal villaggio gli spagnoli non vennero attaccati. Quando si trovarono immersi nell'acqua fino al torace giunse il primo attacco. Ci fu una pioggia di frecce contro cui non poterono fare nulla. Quasi tutto quello che gli spagnoli avevano era inutile o peggiorava la situazione. I cavalli non potevano attaccare, balestre ed archibugi non potevano essere ricaricati, e le pesanti armature erano pericolose se usate in acqua. Riuscirono a raggiungere il terreno solido in tempo per respingere gli avversari. Nelle successive due settimane viaggiarono per la palude, venendo sporadicamente attaccati dagli Apalachee.
Quando infine raggiunsero gli Aute, tutto quello che trovarono fu terra bruciata e rovine. Gli Apalachee avevano preceduto gli spagnoli avvisando la città riguardo agli invasori in arrivo. Invece di lottare gli abitanti scelsero di andarsene non lasciando nulla agli spagnoli. Molti membri della spedizione erano malati di febbre, feriti o affamati. Dopo tre giorni Narváez mandò Cabeza de Vaca a cercare il mare aperto. Non lo trovò, ma dopo mezza giornata di marcia lungo il Wakulla ed il St. Marks trovò acqua salata ed ostriche. Altri due giorni di esplorazione non portarono a risultati migliori, decidendo quindi di tornare da Narváez per comunicargli la situazione.
Egli decise di far marciare la compagnia verso quel luogo per recuperare il cibo. Con i cavalli che portavano malati e feriti, gli spagnoli capirono di star lottando per la sopravvivenza. Alcuni iniziavano a prendere in considerazione l'ipotesi del cannibalismo. Durante la marcia verso la stretta baia, alcuni cavalieri pensarono di rubare i propri cavalli abbandonando gli altri. Nonostante Narváez fosse troppo malato per agire, Cabeza de Vaca venne a conoscenza del piano convincendoli a restare.

## Baia dei Cavalli
Dopo pochi giorni passati nelle vicinanze della baia, uno dei membri della spedizione espose il suo piano. Spiegò come fondere le proprie armi ed armature per costruire attrezzi utili per la fabbricazione di navi. Il gruppo accettò la proposta, ed i lavori iniziarono il 4 agosto 1528.
Costruirono una fucina ed utilizzarono pelli di cervo come mantice. Abbatterono alberi ottenendo carbone per la fucina, per poi costruire martelli, seghe, asce e chiodi con il ferro fuso. Lo stucco fu ottenuto con la pece dei pini. Le camicie furono cucite insieme per formare le vele. Con rapide razzie nel villaggio degli Aute ottennero il grano necessario per nutrirsi durante i lavori.
I cavalli furono uccisi durante i lavori, uno ogni tre giorni. Vennero usati come fonte di cibo e di materiale da costruzione. Ad esempio i crini servivano per intrecciare le corde e le pelli per avere gli otri per l'acqua da portare in viaggio. Essendo i cavalli molto importanti per gli spagnoli, soprattutto per i nobili, dedicarono a loro la baia.
Terminarono la costruzione delle cinque navi il 20 settembre, e salparono due giorni dopo. Dopo essere stati devastati da un'epidemia, dalla fame e dagli attacchi di vari popoli che avrebbero dovuto conquistare, restavano in vita solo 242 uomini. Salirono circa in 50 su ogni nave che misurava dai dieci ai dodici metri di lunghezza, con uno stretto scafo, vele e remi.

## Secondo uragano
Tempeste, sete e fame avevano già ridotto gli equipaggi ad un totale di circa 80 persone quando un uragano mandò Cabeza de Vaca ed i suoi compagni sulla costa occidentale di un'isola che gli storici credono essere Galveston (Texas). Nei successivi quattro anni Cabeza de Vaca e pochi suoi compagni sopravvissero in quello che oggi è il South Texas.

## Quattro sopravvissuti alla fine raggiunsero i compagni spagnoli
Nel 1532 solo tre degli originali membri della spedizione erano ancora vivi (Alonso del Castillo Maldonado, Andrés Dorantes de Carranza ed Estevanico, uno schiavo africano). Con Cabeza de Vaca si diressero ad ovest e poi a sud nella speranza di raggiungere qualche avamposto dell'impero spagnolo in Messico. Furono i primi europei ed africani ad entrare in America occidentale. La rotta precisa dei sopravvissuti è difficile da stabilire, ma sembra che abbiano viaggiato attraverso l'odierno Texas, forse in Nuovo Messico ed Arizona ed attraverso le province settentrionali del Messico.
Nel luglio del 1536, vicino a Culiacán nell'attuale Sinaloa, i sopravvissuti incontrarono compagni spagnoli di ritorno da una spedizione di cattura degli schiavi. Come ricordò poi Cabeza de Vaca, i suoi compatrioti erano "sbalorditi alla vista di me, stranamente vestito ed in compagnia di indiani. Rimasero a guardarci per molto tempo".